# El carbunclo azul
El carbunclo azul (título original: The Adventure of the Blue Carbuncle) es uno de los 56 relatos cortos sobre Sherlock Holmes escrito por Arthur Conan Doyle. Fue publicado originalmente en The Strand Magazine y posteriormente recogido en la colección Las aventuras de Sherlock Holmes.

## Argumento
Dos días después de Navidad, Watson se acerca al 221-B de Baker Street a visitar a su inseparable amigo Holmes. Al llegar, lo encuentra analizando un sombrero en lamentable estado, que un recadero llamado Peterson le ha llevado. Tanto el sombrero como un ganso de buen tamaño proceden de un incidente callejero, en el curso del cual el propietario acabó huyendo. El ganso llevaba una tarjeta, que indicaba que era para la señora de Henry Baker, y el sombrero llevaba las iniciales H.B. Ante la dificultad de encontrar al propietario, en una ciudad con tantos Baker, antes de que se eche a perder el ganso, Holmes le dice a Peterson que se lleve el ganso con destino a la cocina de su casa, y Holmes se entretiene estudiando el sombrero.
De pronto, la puerta se abre y Peterson, demudado, irrumpe en la habitación. Al sacar las vísceras del animal, su esposa ha encontrado una piedra preciosa: un maravilloso carbunclo azul. Se trata de una famosísima piedra, de valor incalculable y fama legendaria, robada tres días antes de Navidad a la condesa de Morcar, en el hotel Cosmopolitan. El inspector Bradstreet de Scotland Yard, que investiga el robo, ha detenido a un fontanero llamado John Horner, que había realizado un arreglo en el baño de la condesa. Pero en las historias de Sherlock Holmes nada es lo que parece. Tras seguir hábilmente la pista del ganso por Londres en plenas fiestas, Sherlock Holmes descubre al verdadero culpable. Se trata de James Ryder, el jefe de servicio del Hotel Cosmopolitan. Una vez más queda demostrado que el espíritu de la Navidad hace mella en todos, incluso en Sherlock Holmes, cuando el detective deja ir al culpable.